# Hamza Barry
Hamza Barry (Banjul, Gambia, 15 de octubre de 1994) es un futbolista de Gambia. Juega de centrocampista y su equipo es el Vejle BK de la Superliga de Dinamarca.

## Selección nacional
Ha sido internacional con la selección de Gambia en veintiséis ocasiones sin anotar goles.

## Clubes
| Club                           | País           | Año       | Partidos | Goles |
| ------------------------------ | -------------- | --------- | -------- | ----- |
| Valletta F. C.                 | Malta          | 2013-2015 | 59       | 14    |
| Apollon Limassol               | Chipre         | 2015-2017 | 0        | 0     |
| Maccabi Netanya (cedido)       | Israel         | 2015-2016 | 25       | 3     |
| Hapoel Tel Aviv (cedido)       | Israel         | 2016      | 12       | 0     |
| H. N. K. Hajduk Split (cedido) | Croacia        | 2016-2017 | 30       | 5     |
| H. N. K. Hajduk Split          | Croacia        | 2017-2020 | 90       | 12    |
| Los Angeles Galaxy II          | Estados Unidos | 2022      |          |       |
| Vejle BK                       | Dinamarca      | 2022-     |          |       |